# Iglesia evangélica internacional Soldados de la Cruz de Cristo
Iglesia Soldados de la Cruz de Cristo (también conocida como Soldados de la Cruz, o Iglesia Internacional Soldados de la Cruz de Cristo o IEISCC es una confesión cristiana evangélica. Fue fundada por un comerciante estadounidense llamado Ernest William Sellers, quien estableció servicios religiosos en su lugar de negocios en La Habana, Cuba por el año 1922.  Sellers organizó una Escuela preparatoria de Discípulos (hoy devenida en Seminario Teológico) y envió misioneros a través de la isla de Cuba. Trabajó como líder de la Iglesia por el resto de su vida.
Después del fallecimiento de Sellers en el año 1953, la ISCC logró extenderse a otros países de Centro, Sur América y Europa y finalmente estableció su sede internacional en la ciudad de Miami, Florida, EE. UU., desde donde dirige operaciones en más de 15 países.

## Reseña histórica
El nombre original de la Iglesia fue "Bando Evangélico Gedeón"  , y tuvo su primer centro de reuniones en la calle Habana, en la ciudad de La Habana (Cuba), donde fue organizada entre los años 1922 y 1925 por Ernest William Sellers, ciudadano estadounidense que llegó a ser más conocido en esta Iglesia como Apóstol Daddy John.
Ernest Sellers realizó una intensa actividad misionera anunciando el evangelio de Jesucristo en varios países, pero su labor más fecunda fue realizada en Cuba, donde además de efectuar varios recorridos evangelísticos de la ciudad, predicó por la radio y fundó la revista El Mensajero de los Postreros Días (Órgano de difusión oficial de la Iglesia), cuyo primer número salió a la luz el día 15 de septiembre de 1939.
Esta Iglesia fue incorporada legalmente el 25 de marzo de 1930, y pasó a tener su oficina principal en la Ave. 1.ª. Y calle 36, Rpto. Miramar, Marianao, Prov. Habana, de donde fue trasladada a la Playa Baracoa, término municipal de Bauta, Prov. Habana, el día 13 de julio de 1942.
El Apóstol Daddy John murió en la Playa Baracoa, el día 24 de febrero de 1953, contando al fallecer la edad de 83 años. Antes de morir dejó en Cuba una iglesia con cientos de misioneros voluntarios desplegando sus actividades en todo el territorio nacional, México y Panamá.
Al fallecer Ernest Sellers, le sucedió en la dirección de la Iglesia el obispo Ángel María Henández Esperón, quien a la sazón ocupaba el cargo de Embajador del Apóstol Daddy John.
Durante la corta administración del apóstol Ángel María la Iglesia logró alcanzar un desarrollo considerable, pues se le dio un gran impulso al establecimiento de nuevos templos y misiones, así como al mejoramiento de las ya existentes en todo el país. Ángel María se dedicó a la extensión internacional de la Iglesia, enviando misioneros a fundar congregaciones en varios países de Centro y Sudamérica y el Caribe.
Al fallecer el apóstol Ángel María Hernández, asumió la dirección provisional de la Iglesia una Junta, compuesta por los obispos Florentino Almeida Morales, Samuel Mendiondo García y José Rangel Sosa. En una reunión celebrada el día 31 de diciembre de 1961, la junta de Obispos anunció que el nuevo director de la Iglesia sería el obispo Arturo Rangel Sosa, lo cual fue aprobado por unanimidad.
Ya hacía más de 10 años que Arturo Rangel residía en tierra panameña, como director de la iglesia en ese país, cuando le fue comunicado su nombramiento como director general. Por tal motivo se trasladó a Cuba y tomó posesión de su nuevo cargo como Apóstol-Director el 22 de febrero de 1962 quedando al frente de la circulación de El Mensajero de los Postreros Días, llegándose a imprimir hasta 250.000 ejemplares por edición. Poco después, a causa de las restricciones que sufrió la prensa en Cuba, la impresión de El Mensajero fue trasladada a la República de Panamá, donde todavía se sigue editando.
En el año 1964 el Apóstol agregó al nombre de la Iglesia la palabra "Internacional", registrándose desde entonces como "Bando Evangélico Gedeón Internacional".
El día 17 de agosto de 1966 el apóstol Rangel salió de la Oficina Central, en compañía de su hermano, el obispo José Rangel y del evangelista Heliodoro Castillo, rumbo a la provincia de Matanzas y hasta la fecha se ignora el paradero de estos tres misioneros.
Debido a la desaparición del apóstol Arturo Rangel, los obispos Florentino Almeida y Samuel Mendiondo integraron nuevamente una junta que asumió la dirección de la Iglesia con carácter provisional, responsabilidad que fue tomando carácter definitivo con el transcurso de los años, logrando así mantener a la Iglesia en actividad y organización.
Como las relaciones entre el régimen gobernante en Cuba y las distintas religiones se fueron haciendo cada vez más tensas y ante la creciente dificultad para mantener comunicación con la iglesia en otros países, la Junta de Obispos decidió trasladar la Oficina Central para los Estados Unidos. Así el día 27 de febrero de 1968 logró salir de Cuba el obispo Samuel Mendiondo, y el 21 de julio de 1969 salió el obispo Florentino Almeida, quienes establecieron la Oficina Central en la ciudad de Tampa, en el estado de Florida, y más tarde, en 1971, la trasladaron a la cercana ciudad de Miami, donde radica actualmente.
El 14 de mayo de 1971, en la conferencia internacional que se celebró en Tampa, los obispos Florentino Almeida y Samuel Mendiondo fueron ascendidos al grado de Arzobispos. Ese mismo año, por requerimiento de The Gideons International, una organización cristiana formada por hombres de negocios, el nombre de la iglesia tuvo que ser cambiado de 'Gideon Evangelistic Band International a Gilgal Evangelistic Band International y más tarde, en 1974, a 'Soldiers of the Cross of Christ Evangelical International Church' ( en español: 'Iglesia Evangélica Internacional Soldados de la Cruz de Cristo' ), nombre con que oficialmente está incorporada en los distintos países de América y Europa donde ha sido establecida.

## Estructura
Los Soldados de la Cruz se conocen por los distintivos uniformes blancos que llevan sus misioneros y ministros. Desde su comienzo, esta Iglesia fue organizada en una forma jerárquica por su fundador Sellers. Los integrantes de la organización que dedican sus vidas como misioneros llevan en sus uniformes una insignia que indica su grado o rango dentro de la jerarquía de la Iglesia. La IEISCC es gobernada por un Concilio Superior que preside el Apóstol-Director. El obispo Miguel Rodríguez fue elegido al cargo de Apóstol-Director de la IEISCC el 30 de mayo de 2008.

## Credo y prácticas
La Iglesia Soldados de la Cruz comparte algunas de las creencias centrales de otras Iglesias evangélicas, pero existen diferencias doctrinales importantes. Al igual que los Adventistas del Séptimo Día, los Soldados de la Cruz observan el sábado como el día de reposo bíblico, y observan las leyes de salubridad bíblica Antiguo Testamento. A diferencia de los adventistas, los Soldados de la Cruz creen en la unción del Espíritu Santo posterior al bautismo en agua, como un hecho que ocurre separado del primero. Los Soldados de la Cruz tienen reglamentos estrictos en cuanto al vestuario y adorno de sus miembros, incluyendo regulaciones sobre ropas, joyas, y maquillaje.